# Méliorisme
 (septembre 2016).
Améliorez-le ou discutez des points à vérifier. 
Le méliorisme est la doctrine fondée sur l'amélioration possible du monde.

## Idéologie
Le méliorisme n'est pas l'optimisme qui pose que « tout va pour le mieux dans le meilleur des mondes possibles ». C'est une morale de l'action : le monde n'est pas parfait, mais on peut travailler à son amélioration, dont la fin du conte de Voltaire donne une illustration absolument idoine : « cultivons notre jardin ».
Le philosophe Alain a produit cet aphorisme connu : « Le pessimisme est d'humeur, l'optimisme est de volonté. », qui articule la démarche volontaire à l'idée d'une amélioration du monde.